# Fai della Paganella
Fai della Paganella – miejscowość i gmina we Włoszech, w regionie Trydent-Górna Adyga, w prowincji Trydent.
Według danych na rok 2004 gminę zamieszkuje 900 osób, 75 os./km².